# The Week (Inde)

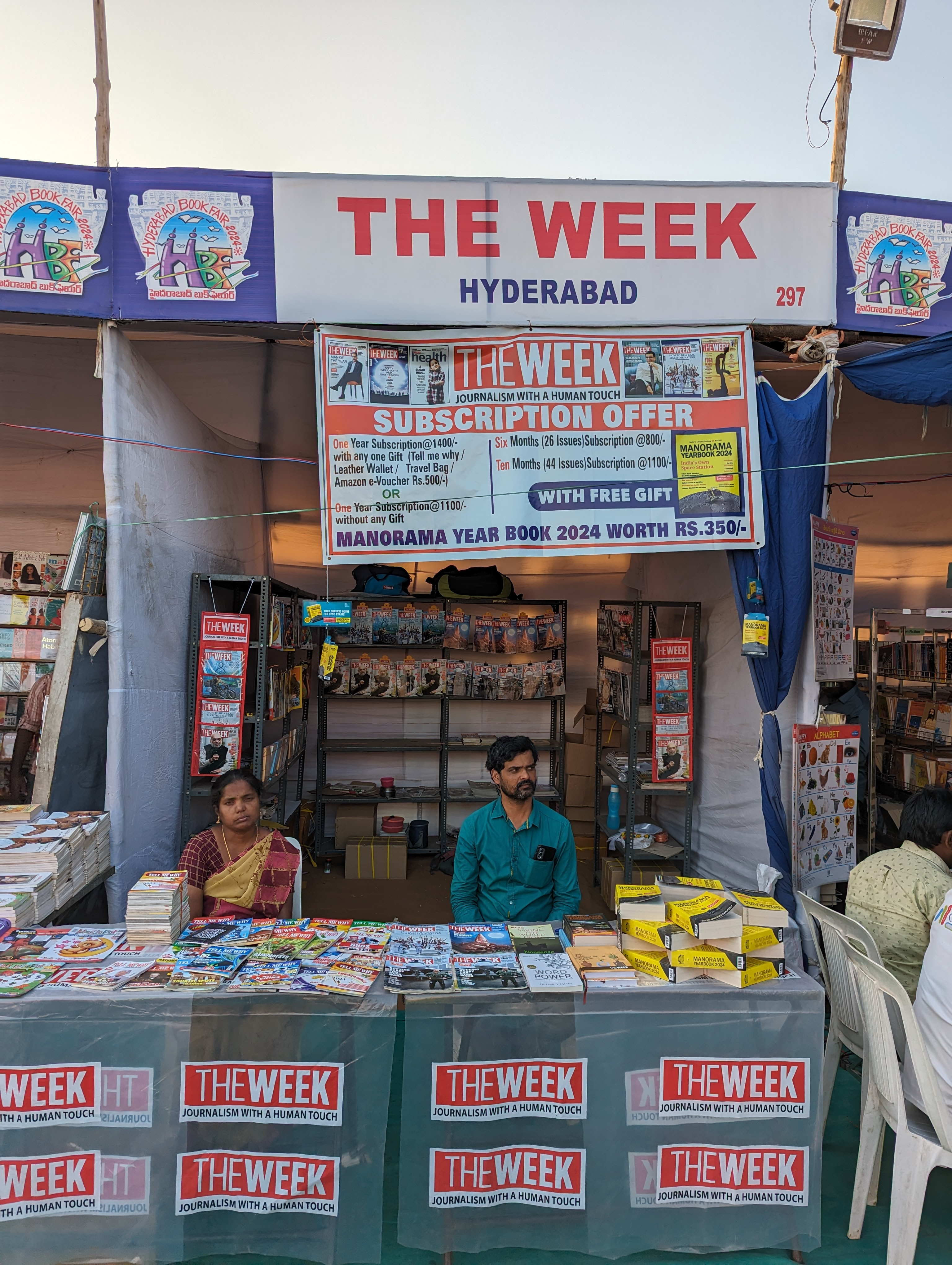
Stand du magazine indien The Week à la Foire nationale du livre d'Hyderabad 2024

Pour les articles homonymes, voir The Week.
The Week est un magazine hebdomadaire indien anglophone, publié par le groupe keralais Malayala Manorama.